# Warehouse management system
Een warehouse management system (wms) is een begrip uit de logistiek. Een dergelijk systeem beheert onder andere de locatie-indeling in een stellingmagazijn, handelt de orderstroom in de juiste planningvolgorde af en beheert de goederenstromen. Het is een logistic execution system. Hierbij zijn verschillende vormen van systeemondersteuning mogelijk:
- assisted: door het wms ondersteunde volgorde van taakafhandeling. Dit is nog veelal via papieren orderverzameling (pickkaartjes e.d.) en het systeem adviseert in sommige gevallen de gebruiker een bepaalde transactie uit te voeren, maar meestal moet een planner de sortering van taken doen.
- directed: door het systeem geforceerde volgorde van taakafhandeling. Dit is bijna altijd elektronisch, bijvoorbeeld met 'truckterminals' of 'handhelds', 'voice picking' of 'pick to light'. Het systeem verplicht de gebruiker een bepaalde transactie uit te voeren.

Factuurgegevens, douanegegevens en prestatie-indicatoren worden meestal in aparte systemen verwerkt, wat de koppeling tussen allerlei systemen noodzakelijk maakt. Onder andere hierdoor (en bijvoorbeeld door RFID-technieken) is deze vorm van ICT hoogstaand in een logistieke omgeving. Een warehouse management system kan als module deel uitmaken van een orderverwerkingssysteem, ofwel een zogeheten enterprise-resource-planning- of erp-systeem.

## Ontwikkelingen
In vroeger tijden werd de magazijnvoorraden bijgehouden met kaarten in kaartenbakken, later met behulp van spreadsheet-programma's zoals Windows' Excel. Om op de opslagtijd te verkorten door snel te kunnen leveren aan de klant zijn er uitgebreide en geavanceerde computersystemen op de markt. De nieuwste ontwikkelingen hebben artificiële intelligentie (AI) geïntegreerd in de software en hardware (robots).

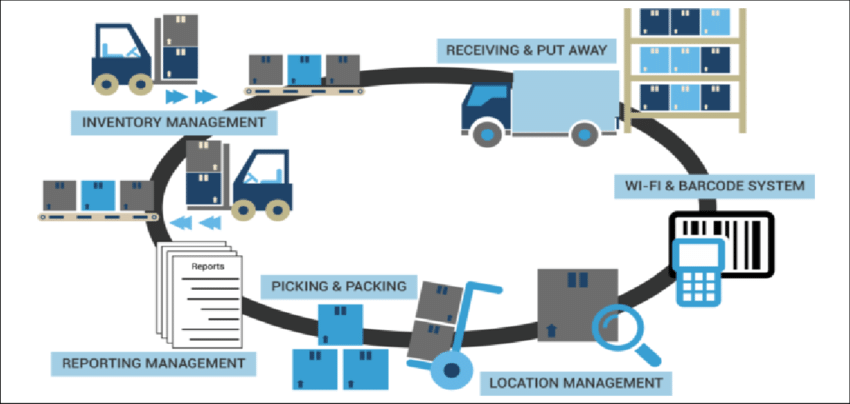
Enkele functies van een geavanceerd warehouse management system